# Жан Кондом
Жан Кондом (фр. Jean Condom; нар. 15 серпня 1960, Сент-Андре-де-Сеньян, Франція) — колишній французький регбіст; грав на позиції замок за комануд Біарріц Олімпік.

## Спортивна кар'єра
З 1980 по 1986 рік грав за команду Бусу. Коли Жау розіграв свою першу гру з клубом 5 травня 1979 року з нагоди чвертьфіналу Національного Кубка з регбі, йому було лишень 20 років і він лишався самим наймолодшим гравцем у команді. Рдобув свій перший пункт у матчі проти збірної Румунії, який проходив у Бухаресті, 31 жовтня 1982 року. Збірна Франції програла з рахунком 13:9. З 1982 по 1990 рік, Жан взяв участь у 61 грі (39 перемог, 3 нічиї та 19 поразок). Протягом шести сезонів, Жак зіграв у 116 матчах та здобув 2 випробування. Згодом він підписав контракт з Біарріц Олімпік в команді Серж Бланко, де він пробув десять років, а потім закінчив свою ігрову кар'єру в сезоні 1996—1997 граючи за Авірон Байонне.

## Французькі Варвари
Жан також заграв пару раз за команду Французьких Варварів. 1983 рік — проти Австралії, 1986 — проти Шотландії, 1992 — проти Південної Африки та у 1994 році під час турне в Австралії і проти Британських Варварів.
23 листопада 1983-го він був запрошений Варварами, щоб грати проти Австралії в Тулоні. Варвари програли з рахунком 21:23. 10 травня 1986 він знову заграв з Барбаріанс проти Шотландії в Ажен. Варвари отримали перемогу (32:19). Шість років по тому, 31 жовтня 1992 року, він знову грає з Французькими Варварами проти Південної Африки в Ліллі. Варвари виграли і цей матч з рахунком 25:20.
У 1994 році він брав участь в турне разом з Французькими Варвари по Австралії. 26 червня 1994 він знову одів сорочку Французьких Варварів у матчі проти університету Сіднея в Австралії. Барбаріанс виграли 62:36. 29 червня 1994 він виступив проти Австралійських Варварів на Сідней Крикет Граунд. Варвари отримали перемогу над австралійцями (29:20).
6 вересня 1994 він заміняв Ніка Фарр-Джонса у грі проти Барбаріанс на Стад Шарлеті, що в Парижі. Варвари знову перемогли, тим рахом з рахунком 35:18.

## Спортивні досягнення
Турнір п'яти націй:
- Переможець: 1983, 1986, 1987, 1988, 1989
- Фіналіст: 1984, 1985

Чемпіонат світу з регбі:
- Віце-чемпіон: 1987